# Liste der Bodendenkmäler in Thüngen
Auf dieser Seite sind die Bodendenkmäler in dem unterfränkischen Markt Thüngen zusammengestellt. Diese Tabelle ist eine Teilliste der Liste der Bodendenkmäler in Bayern. Grundlage ist die Bayerische Denkmalliste, die auf Basis des Bayerischen Denkmalschutzgesetzes vom 1. Oktober 1973 erstmals erstellt wurde und seither durch das Bayerische Landesamt für Denkmalpflege geführt wird. Die folgenden Angaben ersetzen nicht die rechtsverbindliche Auskunft der Denkmalschutzbehörde.

## Bodendenkmäler in Thüngen

### Bodendenkmäler in der Gemarkung Stetten
| Lage               | Objekt                        | Akten-Nr.     | Bild |
| ------------------ | ----------------------------- | ------------- | ---- |
| Stetten (Standort) | Siedlung des Endneolithikums. | D-6-6024-0075 |      |

### Bodendenkmäler in der Gemarkung Thüngen
| Lage               | Objekt | Akten-Nr.     | Bild |
| ------------------ | --- | ------------- | ---- |
| Thüngen (Standort) | Archäologische Befunde im Bereich des spätmittelalterlichen Wartturms (Blauer Turm).                                                  | D-6-6024-0345 |      |
| Thüngen (Standort) | Siedlung der späten Bronzezeit. | D-6-6025-0021 |      |
| Thüngen (Standort) | Siedlung vorgeschichtlicher Zeitstellung und mittelalterliche Wüstung.                                                                | D-6-6025-0035 |      |
| Thüngen (Standort) | Freilandstation des Mittelpaläolithikums.                                                                                             | D-6-6025-0110 |      |
| Thüngen (Standort) | Befunde der frühen Neuzeit im Bereich der Evangelisch-Lutherischen Pfarrkirche St. Georg von Thüngen. Siehe auch: St. Georg (Thüngen) | D-6-6025-0111 |      |
| Thüngen (Standort) | Befunde des Mittelalters und der frühen Neuzeit im Bereich von Schloss Thüngen. Siehe auch: Schloss Thüngen                           | D-6-6025-0112 |      |
| Thüngen (Standort) | Befunde der frühen Neuzeit im Bereich des sog. Burgsinnschlosses von Thüngen.                                                         | D-6-6025-0113 |      |
| Thüngen (Standort) | Siedlung vor- und frühgeschichtlicher Zeitstellung.                                                                                   | D-6-6025-0127 |      |
| Thüngen (Standort) | Siedlung vor- und frühgeschichtlicher Zeitstellung.                                                                                   | D-6-6025-0128 |      |
| Thüngen (Standort) | Bestattungsplatz mit Grabhügeln vorgeschichtlicher Zeitstellung.                                                                      | D-6-6025-0137 |      |
| Thüngen (Standort) | Bestattungsplatz mit Grabhügeln vorgeschichtlicher Zeitstellung.                                                                      | D-6-6025-0138 |      |